# Polyptychon von Pisa
Das Polyptychon für die Karmeliterkirche in Pisa bestand aus mind. 17 Tafeln, von denen heute 11 erhalten sind. Der Notar der Kirche, Giuliano di Colino degli Scarsi (1369–1456), beauftragte den Maler Masaccio (1401–1428) für das Anfertigen der Tafelbilder am 19. Februar 1426. Hierbei handelt es sich um die einzige dokumentarisch beglaubigte Schöpfung von Masaccio. Bis Anfang 1427 arbeitete er an den Tafeln, wobei er seinen Auftrag nicht ganz selbst zu Ende brachte.
Alle Tafelbilder sind mit Tempera und vereinzelt mit Blattgold auf Pappelholz gefertigt. Der Altar hatte vermutlich eine Breite von 260 cm und eine Höhe von 300 cm.

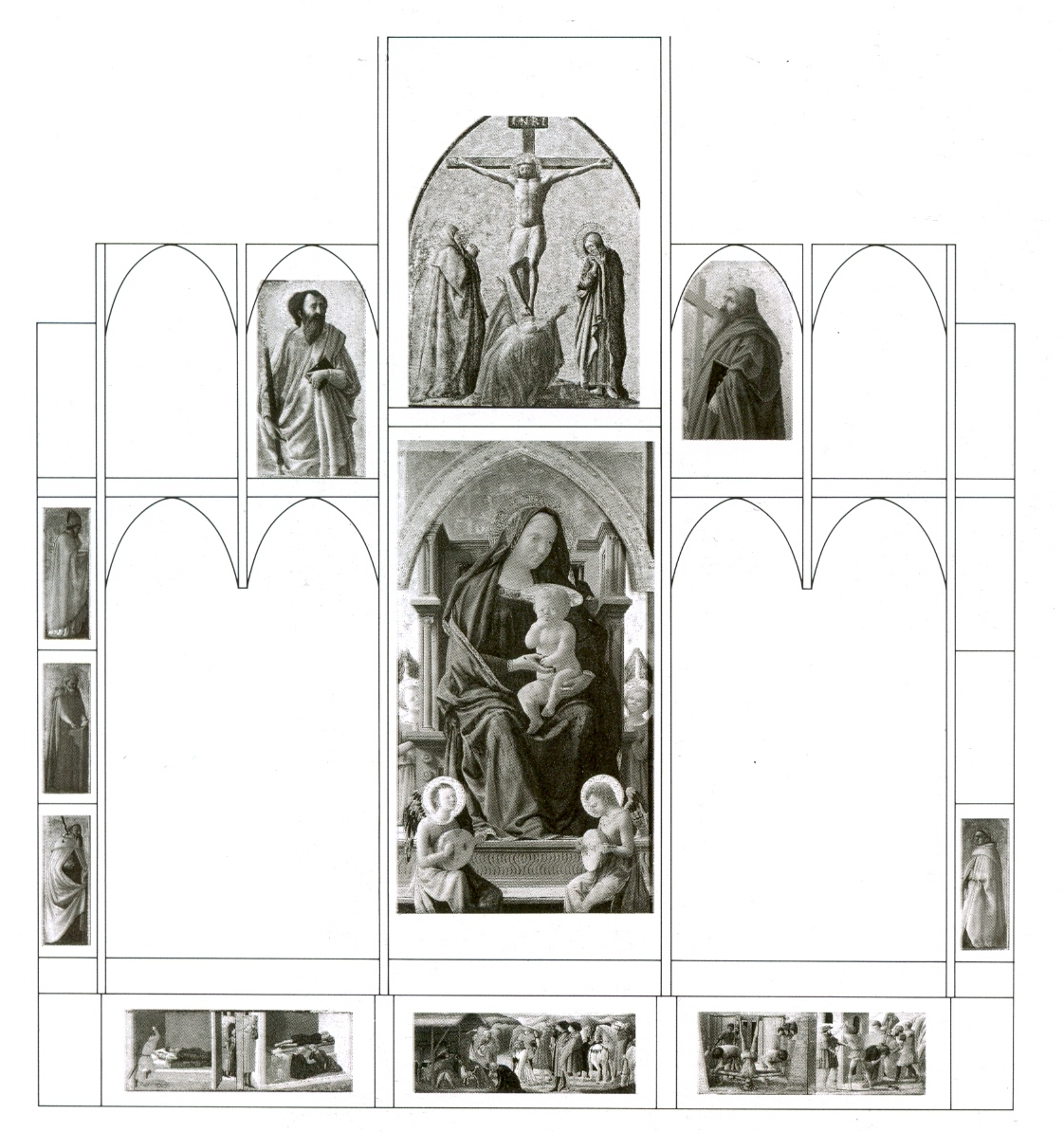
Mögliche Rekonstruktion des Polyptychon von Pisa

## Geschichte
Durch die erhaltene Buchführung des Notars Giuliano di Colino degli Scarsi über die Ausgaben der Kirche ist heute vieles über den Entstehungszeitraum des Altars bekannt.
Bereits am 29. November 1425 wurden erste Zahlungen an Pippo di Giovanni di Ghante in Höhe von 100 Florentinern für die Anfertigung eines Tabernakels und eines Altars getätigt.
Am 20. Februar 1426 erhielt Masaccio seinen ersten Lohn, nachdem er einen Tag zuvor den Auftrag erhalten hatte. Es ist notiert, dass Meister Antone Prior von Carmino und Bruder Bartholomeo d'Ulivieri von Florenz anwesend waren. Vermutlich verschafften diese auch bereits Ende 1425 Masaccio den Auftrag.
Am 24. Juli nahm der Florentiner Bildhauer Donatello (1386–1466) eine Zahlung im Namen Masaccios entgegen.
Die Arbeiten schienen dem Notar nicht schnell genug vorangegangen zu sein, denn am 15. Oktober 1426 vereinbarte man, dass Masaccio an keinen weiteren Werken arbeiten dürfe außer an dem Altar. Ansonsten hätte er eine Strafe von 100 Florentinern zahlen müssen. Dies ist vermutlich Masaccios gleichzeitiger Arbeit in der Brancacci-Kapelle von Florenz geschuldet. Um schneller voranzukommen, halfen ihm sein Bruder Scheggia und sein Lehrjunge Andrea di Giusto.
Am 26. Dezember 1426 erhielt Masaccio seine letzte Bezahlung. Zu diesem Zeitpunkt war die Predella vermutlich noch nicht vollendet. Die linke und mittlere Tafel der Predella wurden Anfang 1427 noch von Masaccio selbst gefertigt. Die rechte Tafel der Predella jedoch wurde wahrscheinlich aus Zeitmangel von seiner Werkstatt übernommen, sie wird heute Andrea di Giusto zugeschrieben.
Schon im 16. Jahrhundert wurde der Altar demontiert und die einzelnen erhaltenen Tafeln befinden sich derzeit in London, Berlin, Neapel, Pisa und Los Angeles.

## Rekonstruktion (ursprünglicher Zustand)
Die heutige Rekonstruktion des Altars beruht größtenteils auf einer Beschreibung von Vasari aus dem Jahr 1550 und einer nochmal detaillierteren in der zweiten Ausgabe der Vite aus 1568. Auch das vom Notar geführte Buch über die Kosten der Kirche war eine große Hilfe.
Der Altar befand sich in einer Kapelle des Querschiffes der Kirche. Links und rechts wurde der Altar von Säulen aus Carrara-Marmor flankiert, so dass der gesamte Altar ca. 260 cm breit war. Nimmt man nur die bemalte Fläche könnte die Breite ca. 220 cm betragen haben. Einschließlich des Rahmens und möglicherweise einer Fiale auf der Spitze könnte die Höhe 300 cm betragen haben.
Die Predella war mit einem roten Antependium geschmückt, auf dieses war der Heilige Julian abgebildet. Zudem bedeckte ein kolorierter Vorhang den Altar.
Der Altar stand in einer Kapelle, bei der es sich entweder um eine spätgotische Giebelkonstruktion handelte oder um eine innovativere Konstruktion, die Elemente aus der Renaissance aufwies.
Neben der Kreuzigungsszene im Zentrum des oberen Bereichs des Altars befanden sich links und rechts jeweils zwei Heilige von denen heute nur noch zwei erhalten sind. Aufgrund der Beleuchtung und Ansicht war die Tafel mit dem Heiligen Paulus vermutlich links und der Heilige Andreas rechts von der Kreuzigung platziert. Neben dem Marienbild im Zentrum fehlen ebenfalls vier Tafeln mit Heiligen. Eventuell stand links neben dem Marienbild Johannes der Täufer und außen der Heilige Petrus. Rechts wiederum der Heilige Julian und daneben der Heilige Nikolaus. Die Heiligen Petrus, Julian und Nikolaus sind zum einen die Namenspatrone der Familie des Auftraggebers, zum anderen erscheinen sie auch in der Predella (wie auch Johannes der Täufer), weshalb es nahe liegt, dass diese zentralen Tafeln Abbilder von ihnen waren.
Ganz außen befinden sich jeweils drei Heilige, wobei zwei der insgesamt sechs fehlen. Auf der linken Seite befinden sich von oben nach unten der Heilige Augustinus, eine Darstellung eines Karmeliters oder des Heiligen Elias und ganz unten der Heilige Hieronymus. Auf der rechten Seite ist lediglich die mittlere Tafel erhalten. Dieser stellt vermutlich ebenfalls einen Karmeliter dar.
Die drei Tafeln in der Predella sind vollständig erhalten. Links befindet sich die Kreuzigung des Apostels Petrus und die Enthauptung Johannes des Täufers, zentral die Anbetung der Könige und rechts der Elternmord des Heiligen Julian und die Jungfrauenlegende des Heiligen Nikolaus.

## Die erhaltenen Tafeln

### Maria mit Kind und vier Engeln

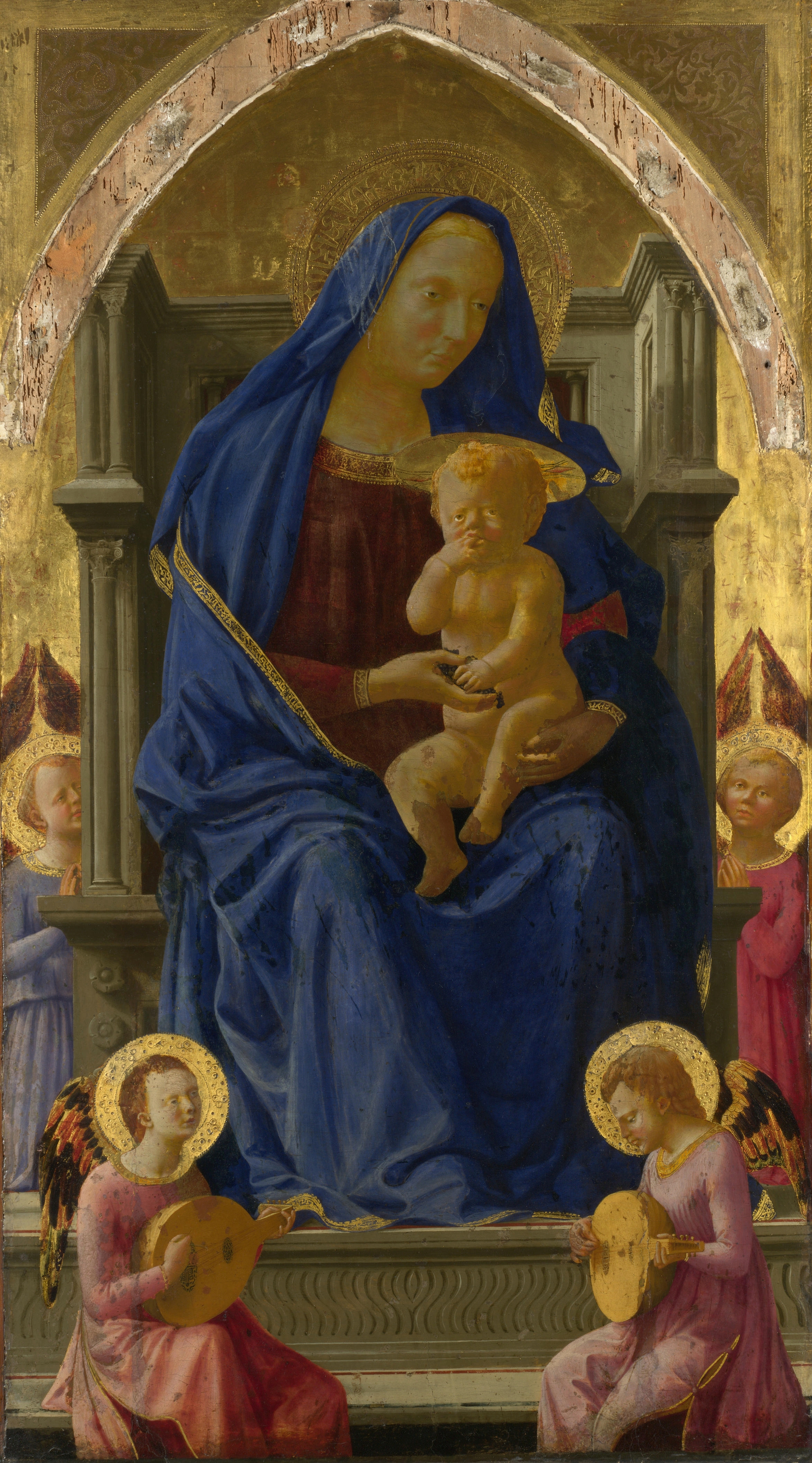
Masaccio: Maria mit Kind und vier Engeln 1426, Tempera auf Holz 135,5 × 73 cm, National Gallery, London

Das Zentrum des Altars ist ein Marienbild. Die Tafel wurde wie die anderen auch mit Tempera und Blattgold auf eine Pappelholztafel gefertigt. Sie hat die Maße 135,5 × 73 cm und befindet sich aktuell in der National Gallery in London. Erworben wurde sie 1916 für 8000 £.
Der Großteil der Tafel wird von Maria eingenommen. In einem blauen Gewand sitzt sie auf einem steinernen Thron, welcher an ein antikes Gebäude erinnert. Mit ihrer linken Hand stützend schafft sie einen Sitzplatz auf ihrem Oberschenkel für das Jesuskind. Ihr Blick strahlt etwas ahnungsvoll, besorgtes aus. Mit ihrer rechten Hand reicht sie dem nackten Jesuskind Weintrauben. Dieses greift nach ihnen während sich die Finger der anderen Hand im Mund befinden, als habe es bereits welche gegessen. Dies erzeugt einen unbekümmerten Eindruck. Die Trauben erinnern an den Wein, welcher bei der Eucharistie mit Brot zusammen getrunken wird, um an das Sterben Christi zu erinnern.
Durch geschicktes Schattieren schafft Masaccio, dass die Falten des Gewandes von Maria dreidimensional erscheinen. Er schafft die Illusion einer natürlichen Lichtquelle durch welche Maria und das Jesuskind lebendiger wirken und nochmal hervorgehoben werden. Es war ihm weniger daran gelegen, Maria schön, zierlich oder anmutig darzustellen, vielmehr wollte er ihr inneres Wesen zur Geltung bringen.
Vier Engel begleiten die Szene. Zwei davon sitzen auf einer Stufe vor dem mit Wellenmustern versehenen Sockel, der an einen römischen Sarkophag erinnert. Auf diesem befindet sich der Thron. Mit Lauten in der Hand sind beide am Musizieren. Die anderen beiden Engel stehen seitlich hinter dem Thron. Dieser verdeckt auch einen Teil ihres Körpers. Betend schauen sie in Richtung des Jesuskindes. Sie sind deutlich kleiner als Maria, wodurch diese umso größer und monumentaler erscheint.
Das Motiv der musizierenden Engel ist möglicherweise von einem Relief des Bildhauers Donatello inspiriert. Aufgrund der Buchführung des Notars wissen wir, dass Donatello mit Masaccio in Kontakt stand und die Arbeiten des jeweils anderen kannten. Bereits durch Vasaris Beschreibung der Tafel konnte von der kunsthistorischen Forschung eine motivische Abhängigkeit noch vor der Wiederentdeckung der Tafel 1906 ausgemacht werden.
Beachtenswert ist die räumliche Tiefe die Masaccio schafft. Beispielsweise durch den Heiligenschein des Christuskindes. Dieser ist so dargestellt, dass er sowohl nach vorne geht als auch einen Raum zwischen Jesus und seiner Mutter einnimmt. Durch diese räumliche Tiefe wirken die Personen noch realer. Der Thron und die Engel suggerieren ebenfalls Tiefe. Die Laute der Engel scheinen in den Raum hineingerichtet zu sein, so dass wir denken können der Raum, in dem sie sitzen, ist eine Erweiterung unseres eigenen.

### Die Kreuzigung
Im Zentrum des oberen Bereiches des Altars ist eine Kreuzigung dargestellt. Die Tafel hat die Maße 82 × 64,5 cm und befindet sich im Museo Nazionale di Capodimonte in Neapel. Sie ist mit Tempera und Blattgold auf Pappelholz gefertigt. 1901 wurde sie von Capodimonte als anonymer Florentiner erworben.

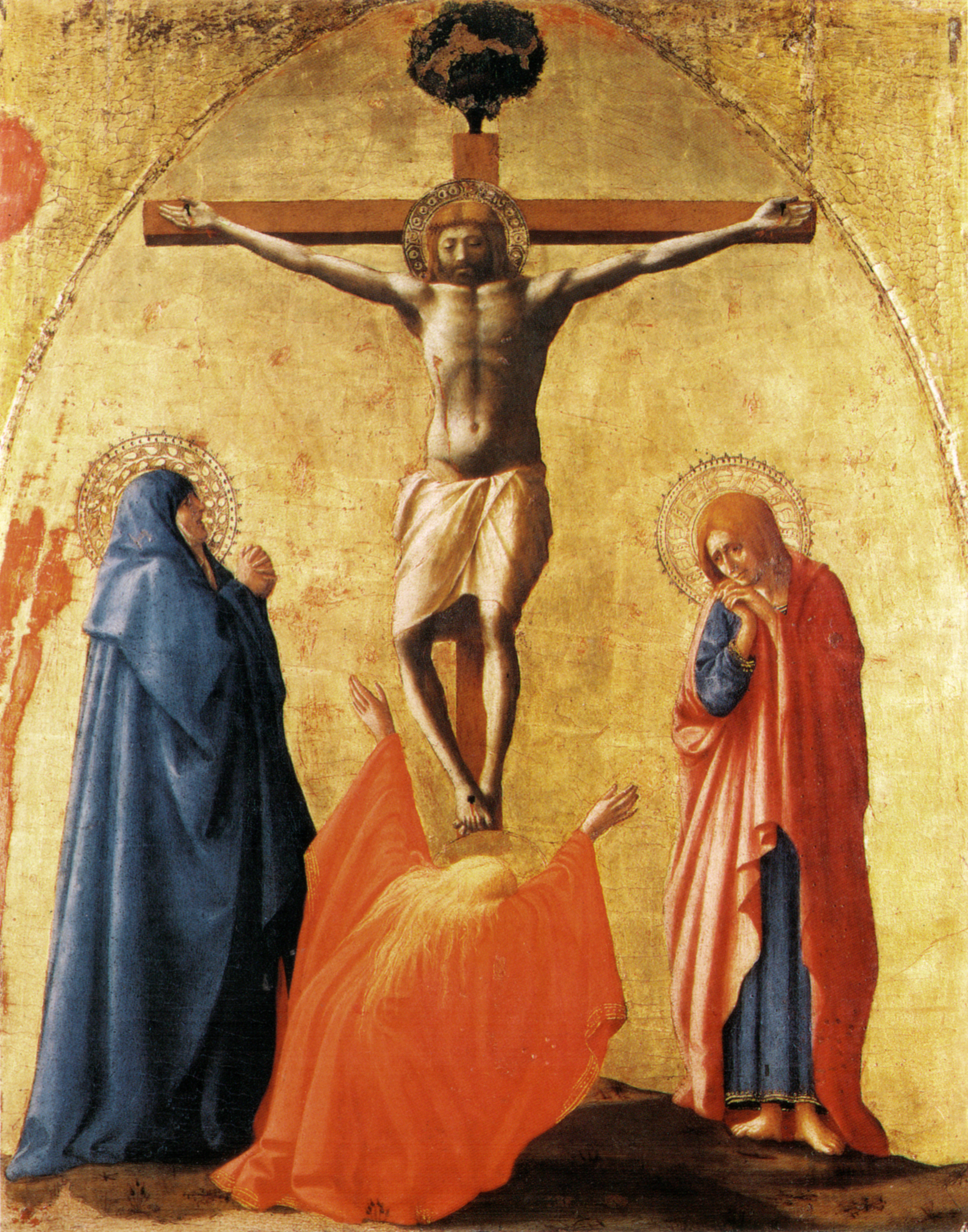
Masaccio: Kreuzigung 1426, Tempera auf Holz 82 × 64,5 cm, Museo Nazionale di Capodimonte, Neapel

Sie zeigt den Gekreuzigten, dessen Kopf ohne Hals auf dem Schlüsselbein aufliegt und nach vorne neigt. Es handelt sich um eine Misslungene Verkürzung Masaccios, mit der er eigentlich beim Betrachter den Eindruck erzeugen wollte er würde Jesus von unten nach oben schauend betrachten. Jedoch sieht man seinen Körper frontal.
Links steht Maria im Profil und blickt betend in Richtung ihres Sohnes. Ihre Monumentalität gleicht der des Heiligen Andreas auf der Tafel rechts neben der Kreuzigung. Johannes der Täufer, rechts im Bild, blickt schwerfällig und voller Trauer hinab. Seine Konturen und die Art wie er seine Hände hält gleichen dem Heiligen Paulus, welcher sich auf der Tafel links neben der Kreuzigung befindet. Vor dem Kreuz kniet Maria Magdalena. Wir sehen nur ihren Rücken. Ihre Haare sind gelbblond und gleiten ihrem orangen Gewand hinab. Die Arme spreizt sie nach oben, so dass eine abweichende Form im Bild entsteht und so ein höheres Maß an Emotionalität erzeugt.

### Heiliger Paulus und Heiliger Andreas
Die Tafel des Heiligen Paulus befand sich links neben der Kreuzigung. Sie ist 61,5 × 34,5 cm groß und befindet sich aktuell im Museo Nazionale di San Matteo in Pisa.
Die Tafel des Heiligen Andreas befand sich rechts neben der Kreuzigung. Sie ist 52,4 × 32,7 cm groß und befindet sich aktuell im J. Paul Getty Museum in Malibu. 1979 wurde sie zu einem Preis von 2.000.000 $ erworben. Beide Tafeln sind mit Tempera und Gold auf Pappelholz gefertigt.
Der Heilige Paulus oder auch Paulus von Tarsus, ist mit seinen Attributen Schwert (in der rechten Hand) und Buch (in der linken) dargestellt. Sein Blick richtet sich in Richtung der Mitte des Altars zur Kreuzigung. Auf der rechten Seite der Tafel hat Masaccio mehr Platz gelassen, um Symmetrie zu vermeiden, diese würde Ruhe in die Darstellung bringen. Jedoch ist hier Bewegung der Grundgedanke. Die Drehung des Kopfes und die Art, wie auf der rechten Seite seines Gewands mehr Falten als auf der linken sind, heben diese Bewegung im Bild hervor.
Der Heilige Andreas wiederum ist geprägt durch eine ruhige, monumentale Ausstrahlung. Er hält ein großes Kreuz in seiner rechten und ein Buch in seiner linken Hand. Sein massiger Körper ist in Richtung der Kreuzigung gedreht, so dass wir ihn von der Seite sehen.

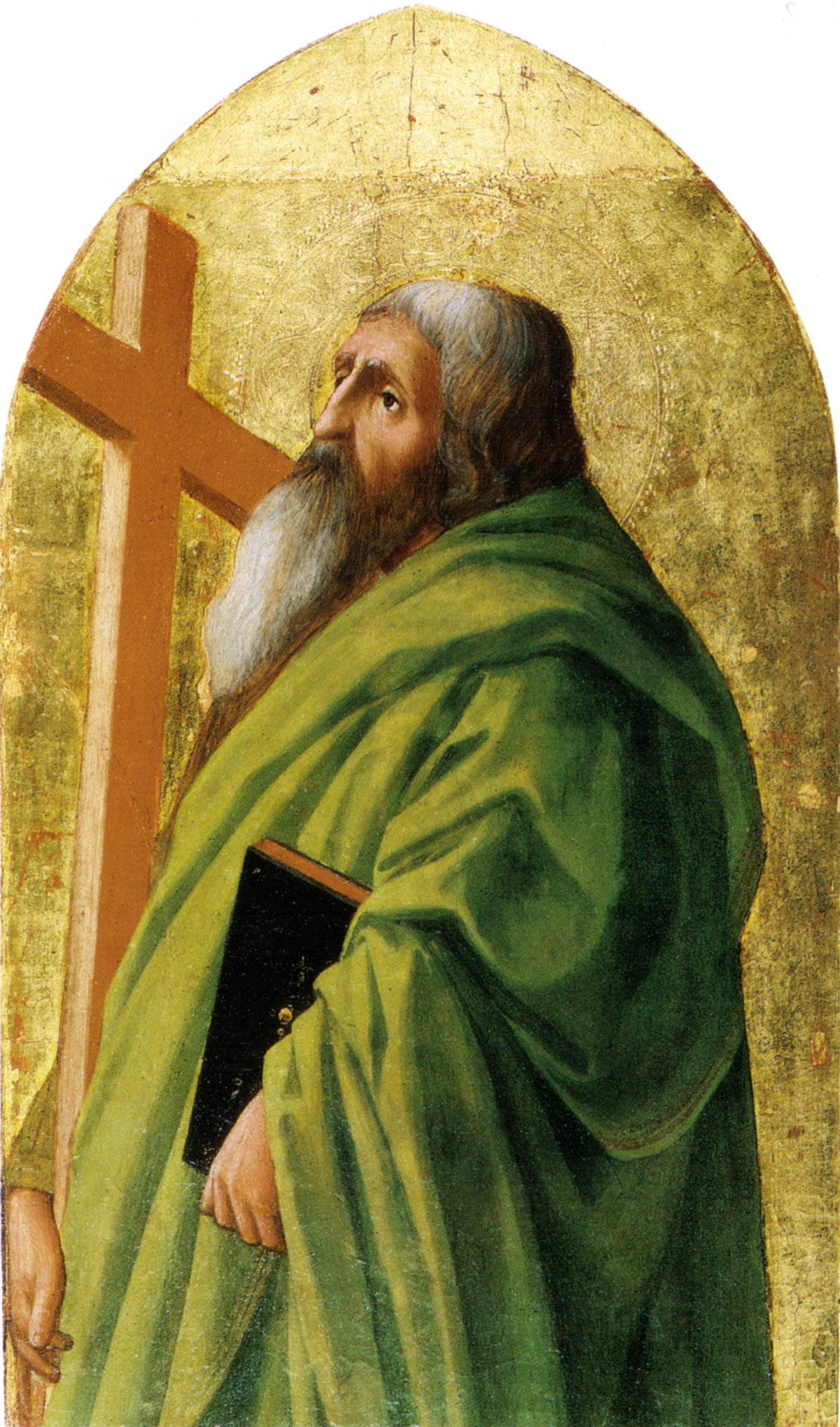
Masaccio: Heiliger Andreas 1426, Tempera auf Holz 52,4 × 34,5 cm, J. Paul Getty Museum, Malibu

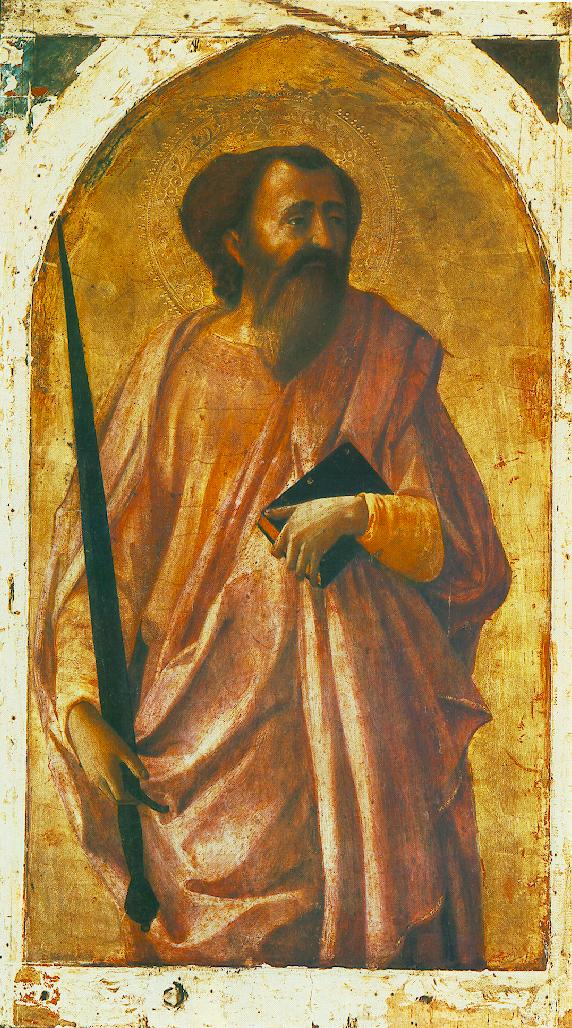
Masaccio: Heiliger Paulus 1426, Tempera auf Holz 61,5 × 34,5 cm, Museo Nazionale di San Matteo, Pisa

### Die vier seitlichen Heiligen
Alle vier ursprünglich am Pilaster des Altars montierten Heiligen haben die Maße 38 × 12,5 cm. Sie wurden 1905 von den Berliner Museen erworben und befinden sich aktuell in der Gemäldegalerie in Berlin. Auch sie wurden mit Tempera und Blattgold auf Pappelholz gefertigt.
Die Tafeln waren vermutlich so angeordnet, dass auf der linken Seite des Altars oben der Heilige Augustinus, darunter ein Karmeliterheiliger und dann der Heilige Hieronymus angebracht waren. Auf der rechten Seite in der Mitte ein weiterer Karmeliterheiliger. Die Karmeliter wurden wohl aufgrund ihres Ordens mit aufgenommen und der Heilige Augustinus und Hieronymus sollten aufgrund ihrer Rolle als Doktoren der lateinischen Kirche als inspirierende Beispiele dienen. Diese Auswahl an Heiligen wurde vermutlich vom Prior selbst gewählt.
Sie sind allesamt von hoher Qualität und gewissenhaft ausgearbeitet, was für Pilasterfiguren nicht unbedingt üblich war. Allesamt sind stark in ihren Gesichtszügen und ihrer Haltung charakterisiert, so dass keine Figur der anderen gleicht. Hier lassen sich Masaccios Vorliebe für Präzision, sowie seine Kunstfertigkeit erkennen.
Der Heilige Augustinus oder auch Augustinus von Hippo, ist im Profil dargestellt. Er schaut vertieft in ein Buch, welches er selbst in den Händen hält. Sein Gewand ist orange und er trägt eine Mitra.
Der Heilige Hieronymus liest ebenfalls. Sein Buch ist jedoch auf einem Podest. Dargestellt ist er mit einem roten Gewand und im Dreiviertelprofil.
Der nach rechts blickende Karmeliterheilige hält mit seiner linken Hand sein Gewand und mit der rechten ein Buch, welches grade so aus seinem weißen Gewand hervorschaut.
Der nach links blickende Karmeliter wiederum versteckt sein Buch nahezu gänzlich unter seinem weißen Gewand. Aus stilistischen Gründen wird dieser nicht Masaccio, sondern Fra Filippo Lippi zugesprochen.

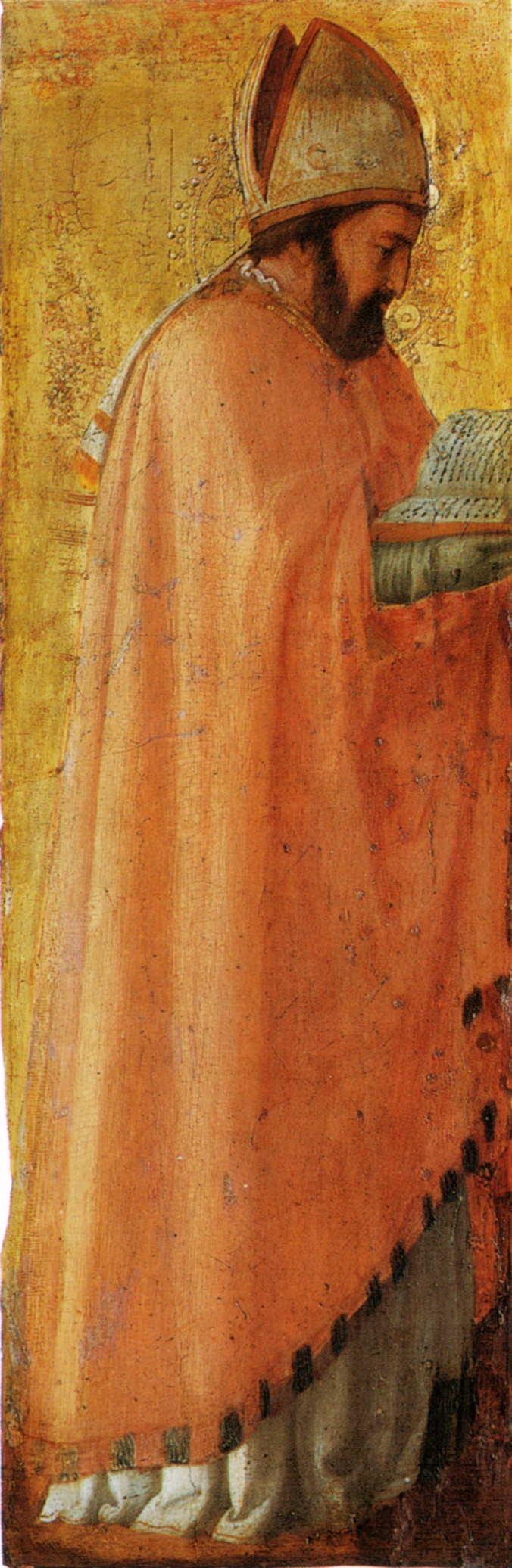
Masaccio: Heiliger Augustinus 1426, Tempera auf Holz 38 × 12,5 cm, Gemäldegalerie, Berlin

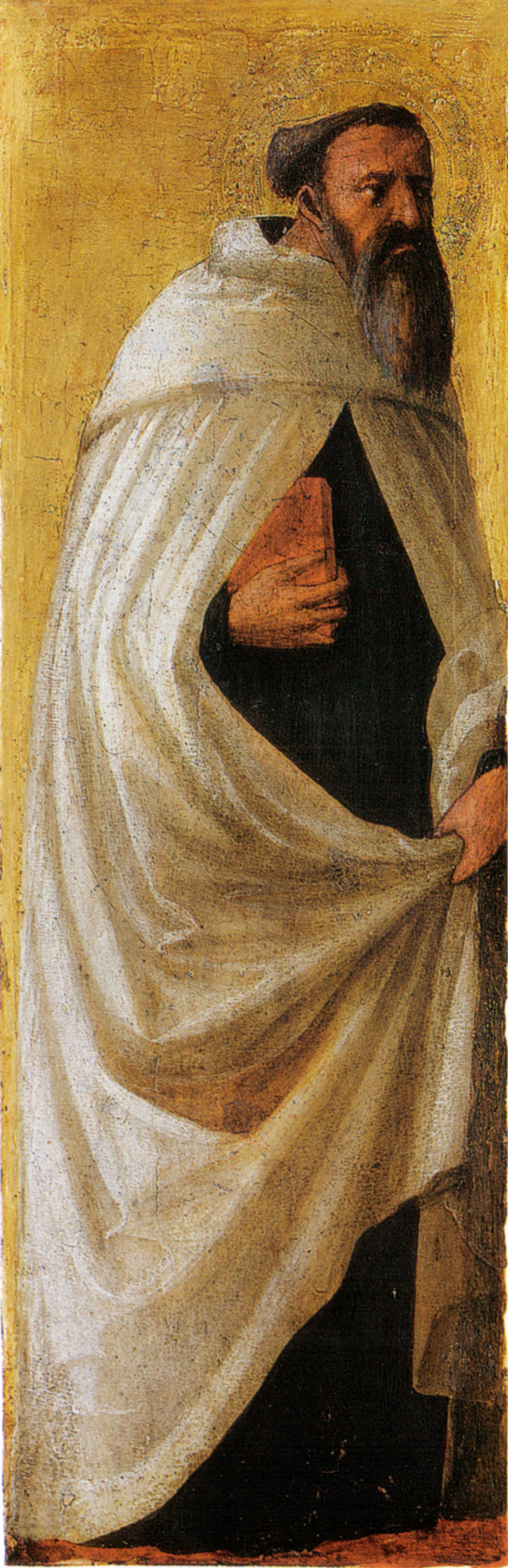
Masaccio: Heiliger Karmeliter 1426, Tempera auf Holz 38 × 12,5 cm, Gemäldegalerie, Berlin

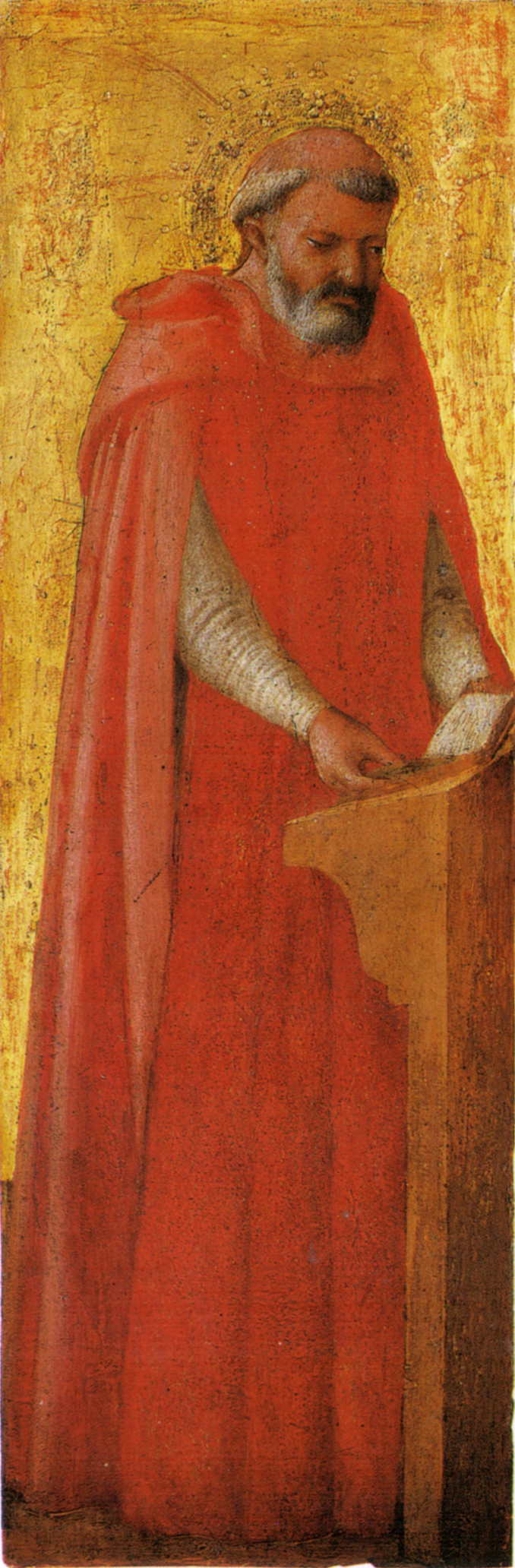
Masaccio: Heiliger Hieronymus 1426, Tempera auf Holz 38 × 12,5 cm, Gemäldegalerie, Berlin

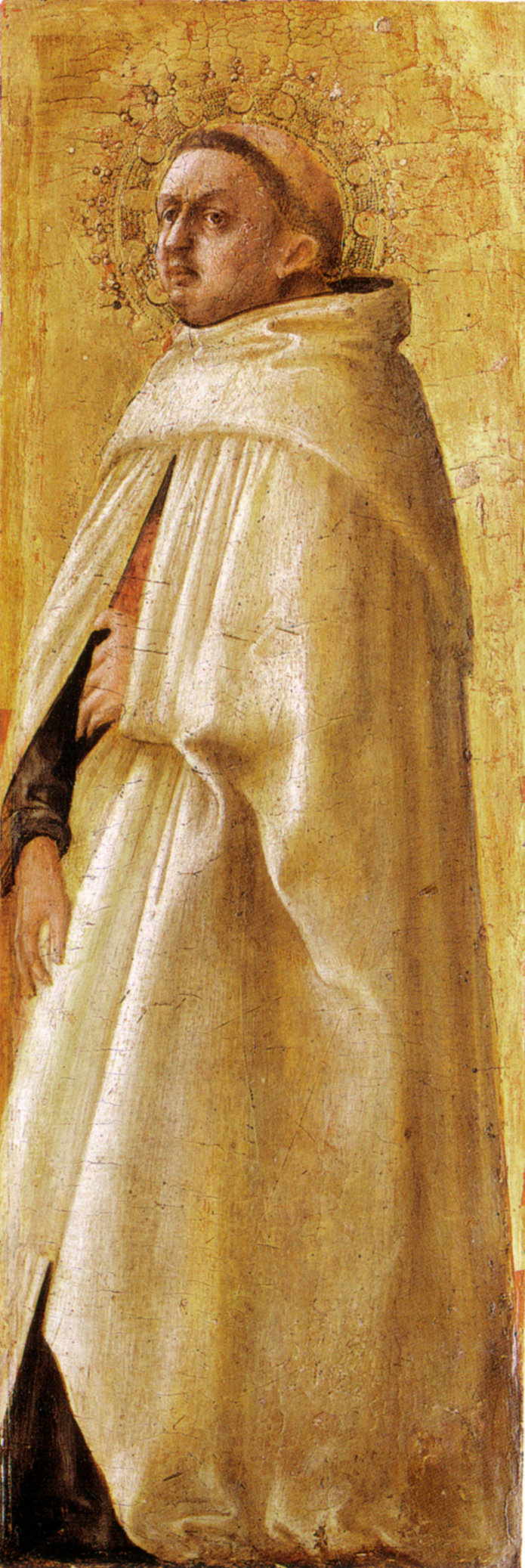
Fra Filippo Lippi: Heiliger Karmeliter 1426, Tempera auf Holz 38 × 12,5 cm, Gemäldegalerie, Berlin

### Die Kreuzigung des Apostels Petrus und Die Enthauptung Johannes des Täufers
Die linke Tafel der Predella zeigt links die Kreuzigung des Apostels Petrus und rechts die Enthauptung Johannes des Täufers. Sie hat die Maße 20,8 × 60,1 cm und wurde mit Tempera auf Pappelholz gefertigt. 1880 wurde die Tafel von den Berliner Museen erworben und befindet sich aktuell in der Gemäldegalerie in Berlin.
Die Kreuzigungsszene des Heiligen Petrus zeigt ihn kopfüber an ein Kreuz genagelt. Er ist ein bärtiger alter Mann mit einem Nimbus, welcher so dargestellt ist, dass er auf dem Boden zu liegen scheint. Bekleidet ist er nur mit einem Lendenschutz. Links und rechts stehen jeweils zwei Männer, die ihn ans Kreuz nageln. Durch ihr Vorbeugen kann man ihr Gesicht nicht erkennen und sie bleiben anonym. Auffällig ist, dass sie viel zu groß im Vergleich zu den anderen Figuren erscheinen, wodurch ihre Brutalität hervorgehoben wird. Hinter dem linken der beiden Männer stehen drei Soldaten, von denen einer einen Speer ohne Spitze trägt. Hinter dem rechten Mann sind ebenfalls einige Soldaten zu sehen. Auch sie haben Speere ohne Spitzen und halten rote Schilde hoch. Interessant ist hierbei, dass sie somit die Öffnung der sie umgebenden Gebäude schließen. Die gesamte Szene spielt sich auf einem steinernen Platz ab, der von den eben erwähnten Gebäuden umgeben wird. Ein Eingang ist direkt hinter dem Kreuz auszumachen. Der obere Teil des Kreuzes ist auf der gleichen Höhe wie eine leicht hervorstehende Linie des Gebäudes.
Die zweite Szene der Tafel zeigt den Moment, indem zum Schlag für die Enthauptung von Johannes dem Täufer ausgeholt wird. Der Befehl für die Enthauptung kommt von einer Person mit Hut und blauen Mantel, welche links steht. In der rechten Hand hält sie einen Kommandostab und mit der linken zeigt sie auf Johannes dem Täufer. Zwischen den beiden steht der Mann, der zum Schlag für die Enthauptung ausholt. Wir sehen ihn nur von hinten, sein Gesicht bleibt dadurch verdeckt. Die Aufmerksamkeit des Betrachters wird durch sein gelbes Gewand auf ihn gerichtet. Mit geschlossenen Augen kniet Johannes der Täufer vor ihm auf einer Schwelle und betet. Vor ihm liegt eine Schale, die für seinen abgetrennten Kopf gedacht ist. Ein Soldat rechts von ihm zieht an seinen Haaren und schlägt ihn gleichzeitig mit einem Stab. Von zwei weiteren Soldaten werden zwei große rote Schilde hochgehalten. So entsteht ein starker Kontrast und Johannes der Täufer wird hervorgehoben. Links am Bildrand befindet sich hinter dem Kommandanten ein Gebäude. Ein Fenster direkt über dem Kommandanten betont diesen und auch das zum Schlag ausgeholte Schwert. Die restliche Szene wird im Hintergrund von Bergen begleitet. Eine Linie des Berges verläuft zudem genau zum Nacken von Johannes dem Täufer. Die Szene ist durch viel Bewegung geprägt, die durch den Kommandanten, den Soldaten und den zum Schlag ausholenden Mann erzeugt wird. Vorbild für die Szene könnte ein Relief von Andrea Pisano gewesen sein welches auf der einer Tür des Baptisterium San Giovanni in Florenz vorzufinden ist.

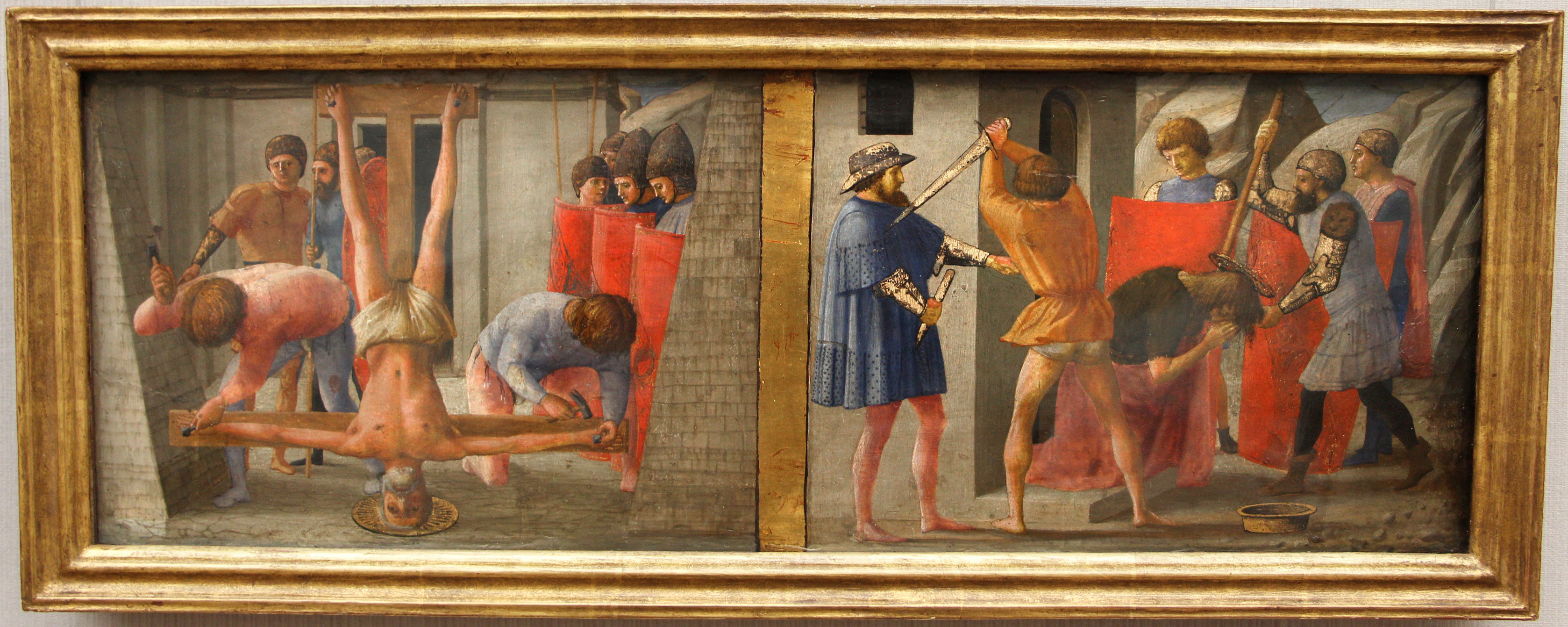
Masaccio: Die Kreuzigung des Apostels Petrus und die Enthauptung Johannes des Täufers, Tempera auf Holz 20,8 × 60,1 cm, Gemäldegalerie, Berlin

### Die Anbetung der Könige
Die mittlere Tafel der Predella zeigt die Anbetung der Könige. Sie ist 20,6 × 59,6 cm groß und wurde mit Tempera auf Pappelholz gefertigt. Sie ging 1880 in den Besitz der Berliner Museen über und befindet sich aktuell in der Gemäldegalerie in Berlin.
Links im Bild sitzt Maria auf einem goldenen Faldistorium mit Löwenköpfen. Auf ihrem Schoß sitzt ihr Kind. Neben ihr steht Joseph in einem gelben Gewand. Das Gelb des Gewandes betont zusammen mit dem Blau von Marias Gewand das rote Tuch des Jesuskindes. Vor den drein kniet einer der Könige und küsst Jesus die Füße. Seine Krone hat er auf den Boden gelegt. Hinter ihm befindet sich ein weiterer König, der vor allem durch sein rosafarbenes Gewand auffällt. Er kniet und ist leicht in Richtung des Jesuskindes gedreht. Seine Krone wird von einem Begleiter hinter ihm gehalten. Der dritte König sieht jünger als die anderen beiden aus. Zudem wirkt er durch die Haltung seiner Beine etwas unbeholfen und er strahlt wenig Begeisterung aus. Einer seiner Begleiter nimmt ihm gerade die Krone ab, ein weiterer hält ein Gefäß mit Myrrhe. Die Figuren neben ihm im Zentrum stechen besonders hervor. Sie sind moderner als die anderen gekleidet und haben zudem noch ihre Kopfbedeckung auf. Bei den beiden handelt es sich vermutlich um den Auftraggeber Giuliano degli Scarsi und seinem Neffen.
Die rechte Seite des Bildes ist mit einer Ansammlung von Pferden und einzelnen dazwischenstehenden Männern gefüllt. Eines der Pferde senkt seinen Kopf zum Trinken, was an ein Relief von Niccolò Pisano erinnert. Am äußersten linken Rand des Bildes befindet sich eine Scheune mit einem Esel, einem Ochsen und einem Sattel, der neben Maria ihrem Thron steht. Im Hintergrund ist die Szene von Bergen eingerahmt. Diese Berge trennen durch eine Öffnung auch die Gruppe um Maria von den restlichen Personen. Es lassen sich auffällig viele Details im Bild ausmachen. So sind bspw. bei dem jungen König die Pferdesporen am Mantel zu sehen, was seine Demut ausdrückt. Beim ersten Pferd rechts ist ein Elfenbeinsattel mit einem Inlay vermutlich aus Ebenholz, fast schon wie bei Miniaturmalerei ausgearbeitet.

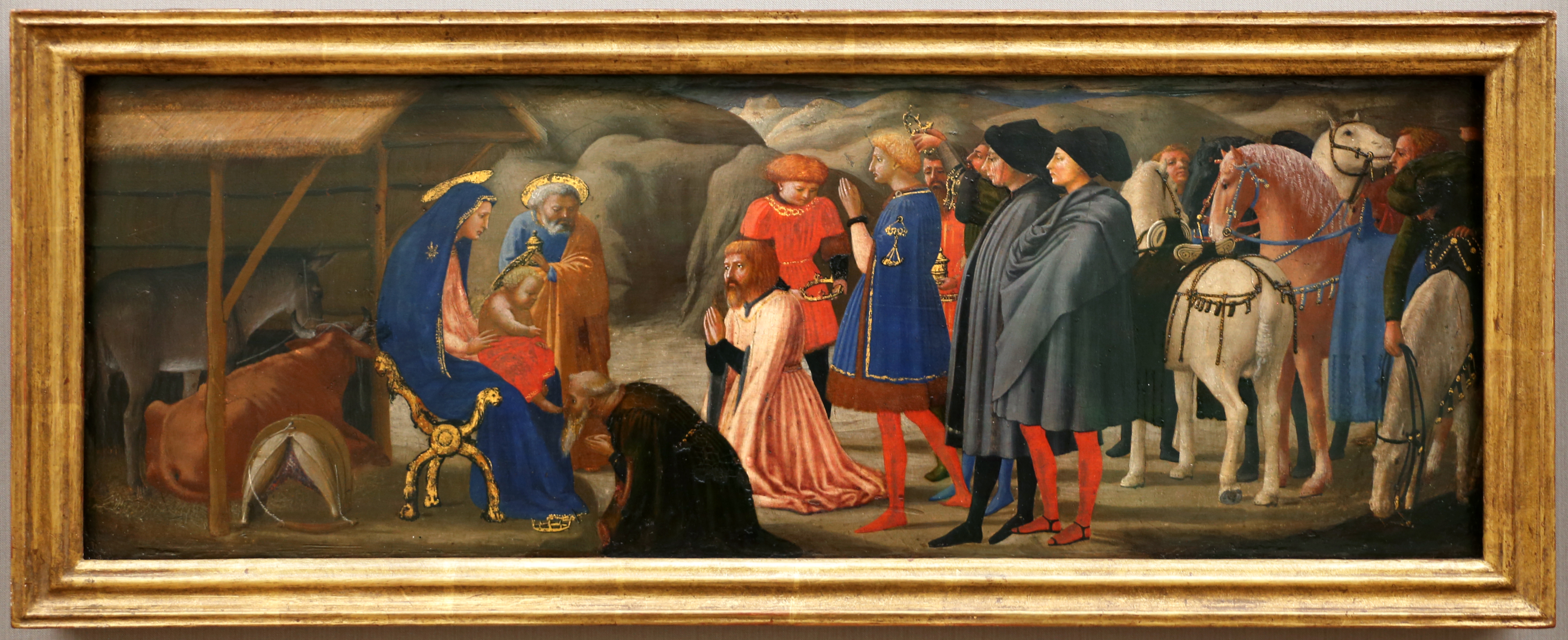
Masaccio: Die Anbetung der Könige 1426, Tempera auf Holz 20,6 × 59,6 cm, Gemäldegalerie, Berlin

### Elternmord des Heiligen Julian und Jungfrauenlegende des Heiligen Nikolaus
Die rechte Tafel zeigt auf der linken Seite den Elternmord des Heiligen Julian und auf der rechten Seite die Jungfrauenlegende des Heiligen Nikolaus. Sie hat die Maße 20,5 × 61,1 cm und wurde mit Tempera auf Pappelholz gefertigt. 1907 wurde sie von den Berliner Museen erworben und befindet sich aktuell in der Gemäldegalerie in Berlin. Es wird vermutet, dass Masaccio aus Zeitgründen diese Tafel nicht selbst malte, sondern sein Gehilfe Andrea di Giusto diese Arbeite übernahm. Dafür spricht auch die weniger anspruchsvolle malerische Qualität und Inszenierung der Tafel im Vergleich zu den anderen. Beispielsweise ist die Farbe der Haut der Figuren unterschiedlich zu den anderen Figuren der Predella.
In der linken Szene bekommt man einen Einblick in einen Raum. In diesem sieht man den Heiligen Julian von hinten in einem roten Gewand. Er stützt ein Knie auf ein Bett, holt dabei zum Schlag mit einem Schwert aus, welches er fest in der Hand hält, beugt sich nach vorne und hält die Haare seiner Mutter mit der anderen Hand, um besser auf ihren Nacken schlagen zu können. Währenddessen liegt sein Vater noch schlafend im Bett. Neben diesem Raum sieht man rechts erneut den Heiligen Julian, jedoch zu einem späteren Zeitpunkt. Er hält seine Hand vor sein Gesicht und trauert um seine Eltern. Eine Frau steht bei ihm und scheint ihn zu trösten.
Bei der Szene mit dem Heiligen Nikolaus bekommen wir ebenfalls Einblick in einen Raum. In diesem Raum steht ein Bett, auf welchem ein Mann liegt. Vor ihm liegen sichtlich trauernd oder niedergeschlagen drei Frauen, die in unterschiedlichen Haltungen sich an das Bett anlehnen. Links ist ein Fenster, vor welchem außerhalb des Raumes der Heilige Nikolaus steht. Er hat eine goldene Kugel bei sich, welche er seiner Haltung nach zu urteilen durch das Fenster schmeißen möchte.
Dadurch, dass beide Szenen jeweils einen Raum zeigen, vor denen jeweils zum mittleren Punkt der Tafel hin ein Freiraum ist, wirken die Szenen durch die Architektur miteinander verbunden. Auch der Heilige Julian und der Heilige Nikolaus ähneln sich sehr.

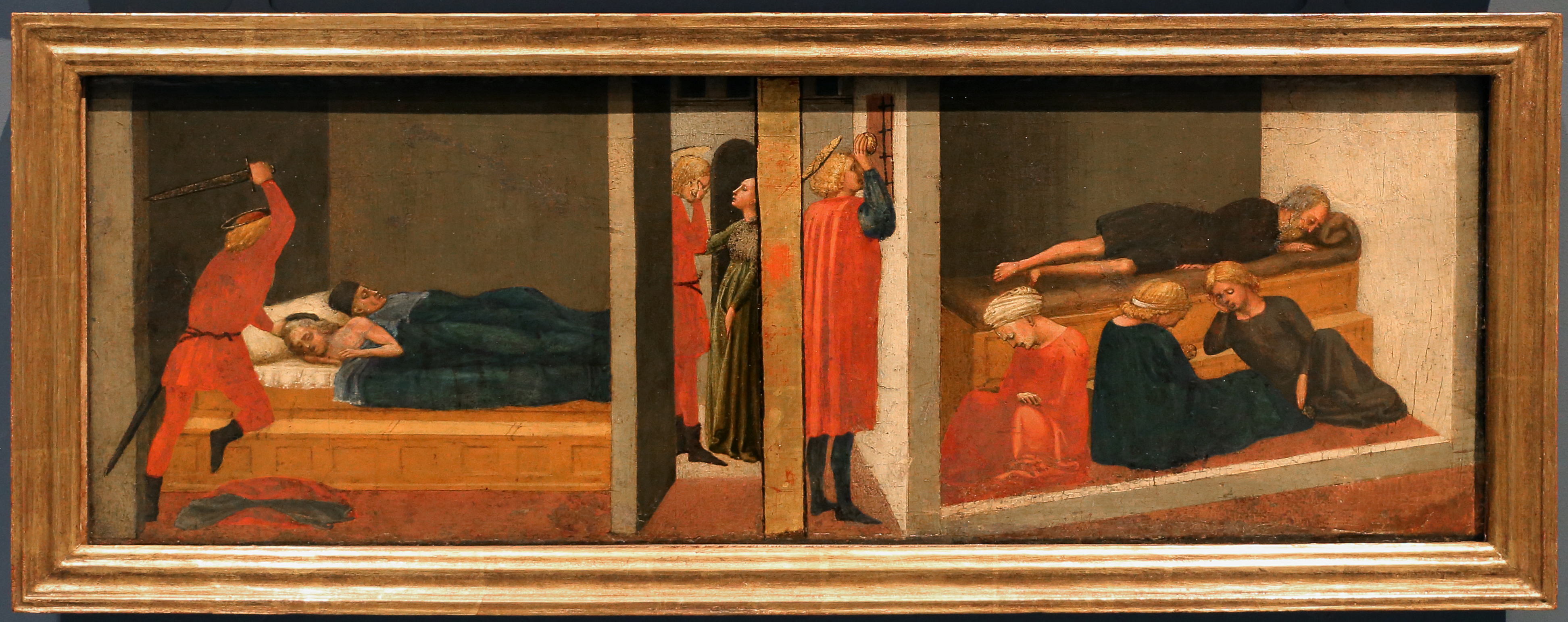
Masaccio / Andrea di Giusto: Elternmord des Heiligen Julian und Jungfrauenlegende des Heiligen Nikolaus, Tempera auf Holz 20,5 × 61,1 cm, Gemäldegalerie, Berlin